# Scratch (programmeringssprog)
 For alternative betydninger, se Scratch. (Se også artikler, som begynder med Scratch)
Scratch er et programmeringssprog udviklet på Massachusetts Institute of Technology (MIT) i USA af en gruppe videnskabsmænd under ledelse af professor Mitchel Resnick.
Programmet som er dynamisk og objektorienteret er baseret på og implementeret i Squeak.
Formålet med programmet, som er meget simpelt, er at lære børn programmering samt udvikle spil.

## Ekstern henvisning
- Scratch hjemmeside